# Colletia spartioides
Colletia spartioides là một loài thực vật có hoa trong họ Táo. Loài này được Bertero ex Colla mô tả khoa học đầu tiên năm 1834.